# Lyle J. Burbridge
Lyle J. Burbridge (* 18. April 1922 in Seattle, Washington; † 16. Januar 2006) war ein US-amerikanischer Tonmeister.

## Leben
Burbridge begann seine Karriere 1970 mit dem Dokumentarfilm Elvis – That’s the Way It Is über eine Konzertreihe von Elvis Presley. Zwei Jahre später war er einer weiteren Elvis-Dokumentation beteiligt, Elvis On Tour. 1977 war er für Rocky gemeinsam mit Harry W. Tetrick, William McCaughey und Bud Alper für den Oscar in der Kategorie Bester Ton nominiert.
Er arbeitete in der Folge an einigen weiteren großen Hollywoodproduktionen wie Indiana Jones und der Tempel des Todes und Die Farbe Lila. 1985 zog er sich aus dem Filmgeschäft zurück.

## Filmografie (Auswahl)
- 1970: Elvis – That’s the Way It Is
- 1971: Zachariah
- 1972: Elvis On Tour
- 1974: Das gibt’s nie wieder (That’s Entertainment)
- 1976: Herbststürme (Autumn Leaves)
- 1976: Rocky
- 1978: Das verrückte California-Hotel (California Suite)
- 1978: Der Schmalspurschnüffler (The Cheap Detective)
- 1984: Indiana Jones und der Tempel des Todes (Indiana Jones and the Temple of Doom)
- 1984: Starfight (The Last Starfighter)
- 1985: Die Farbe Lila (The Color Purple)

## Auszeichnungen
- 1977: Oscar-Nominierung in der Kategorie Bester Ton für Rocky